# Charlie Aponte
Carlos Juan Aponte Cruz (Caguas; 2 de febrero de 1951), más conocido como Charlie Aponte, es un cantante puertorriqueño de salsa. Fue en el año 1973 cuando, tras la salida de Pellín Rodríguez, se unió a los “Mulatos del Sabor" El Gran Combo de Puerto Rico.  Llegaba para acompañar en la delantera de la agrupación a Andy Montañez, a quien admiraba. Con éxitos como “No hay cama pa’ tanta gente”, “El aguacero”, "Brujería", "Arroz con Habichuelas", "Falsaria", "Se nos Perdió el Amor", "Un Verano en Nueva York", "Companera Mia", "Trampolin", entre muchas otras, Aponte puso a vibrar al mundo con El Gran Combo. Luego de su última presentación en el 2014, regresó a los escenarios como solista en el 2015 luego de 41 años de pertenecer a la universidad de la salsa.

## Discografía de Charlie Aponte
La música tropical latinoamericana cuenta con grandes voces que han dejado sus huellas en el mundo artístico. El astro puertorriqueño Charlie Aponte ha impregnado su inigualable voz y estilo en el corazón de miles de fanáticos durante más de cuatro décadas en el arte, hasta el 2015 que relanza su carrera, de la mano del multipremiado productor y músico, Sergio George.  Su nueva carrera como líder de su agrupación la marcó con la producción "Una Nueva Historia" que estuvo en los primeros lugares de los Billboard por 10 semanas consecutivas.  Su sencillo de estreno fue el tema "Para Festejar" del compositor, cantante y músico cubano José Juan Hernandez.  "Sin Condición Alguna" es uno de los temas más escuchados y que continúa siendo uno de los favoritos del público.  
Por eso destaca en gran medida el gran placer y honor que es trabajar junto al multipremiado productor Sergio George, presidente de Top Stop Music. “Ha sido una bendición divina encontrarme con este tremendo profesional”, sostiene el salsero boricua.
“Yo siempre estoy cantando y saltando en la tarima. A mí me interesa que la gente baile, por eso, todas la piezas que contiene este proyecto son bastante rítmicas”, afirma. Tanto sus compositores como los arreglistas han analizado detalladamente un hilo de coherencia que enlaza cada una de sus canciones. 
Un artista que prácticamente nació cantando y ha disfrutado en todos los sentidos de la aceptación de un público fiel, por lo que con su nueva casa disquera CA Record, se estrenó como productor en su segunda propuesta, la producción "Pa Mi Gente".  En este nuevo proyecto cuenta con un bolero compuesto por el artista, entre otras sorpresas. Participan compositores como Rafy Monclova, Jose Juan Hernandez, Michael Stuart, Roberto Silva, Gino Melendez (RIP), Gretel Garibaldi & David Choy (Panamá), José Aguirre, Ricki Martínez & Heriberto Casiano. Los arreglos estuvieron a cargo de Carlos García, José Aguirre, Ramón Sánchez, Tommy Villarini (RIP), Luis García.  Un disco nominado para los Latin Grammy y los Grammy como "Mejor Album Tropical" / "Best Tropical Album".

## Colaboraciones
En Mayo/2020, colaboró en el disco “Romance en Salsa” de Codiscos, con el sencillo “Silencio”. Este tema fue un clásico de José Luis Rodríguez “El Puma”, ahora en una versión romántica en salsa, en la voz de Charlie Aponte.  La producción ejecutiva estuvo a cargo de Álvaro Picón, junto a grandes arreglistas y productores del género como; Diego Gale, Tommy Villarini, Sebastián Velásquez, José Aguirre y Orlando Libreros. 
Su participación en el disco “Legendarios”, en el sencillo “Somos”, en homenaje a la trayectoria musical de los Billo’s Caracas Boys, en un recorrido por los temas de la agrupación a través del tiempo, le ha otorgado la oportunidad de ser nominados en la próxima gala 2021 de los Latin Grammy como “Mejor álbum contemporáneo/fusión tropical”. Además de ser galardonado el disco como “Mejor disco Tropical Fusión” en los Premio Pepsi de este año. Un disco en el que participan grandes de la música latina como , Carlos Vives, Oscar De León, Milly Quezada, Sergio Vargas, Wilfrido Vargas, Eddy Herrera, entre otros. 
“Mi trabajo tiene una razón de ser. Dios te da un talento para acercarte a la gente y no para alejarte de ella."

## Familia
Charlie Aponte un hombre de familia, su esposa Jeannette, tiene 5 hijos, Shari, Cassandra, Soraya, Christopher y Carlos Paolo.  Es abuelo de 11 nietos y tiene 2 bisnietos. Su familia tiene una parte importante en su vida, por lo que disfruta compartir gran parte de su tiempo con ellos.

## Trayectoria musical
“Todos en Caguas tenían una influencia del maestro de música, Rafael Bracero. Cuando Rafael Ithier estaba buscando a un cantante fue a donde Bracero, todo el mundo dio buenas referencias de mí. Me dijeron que Ithier me quería conocer y me aprendí la canción ‘Vamos’ y fui a la casa de él en Bayamón”, narró el cantante, quien se iba de la escuela para ver por televisión a El Gran Combo en el Show de las Doce por Telemundo.

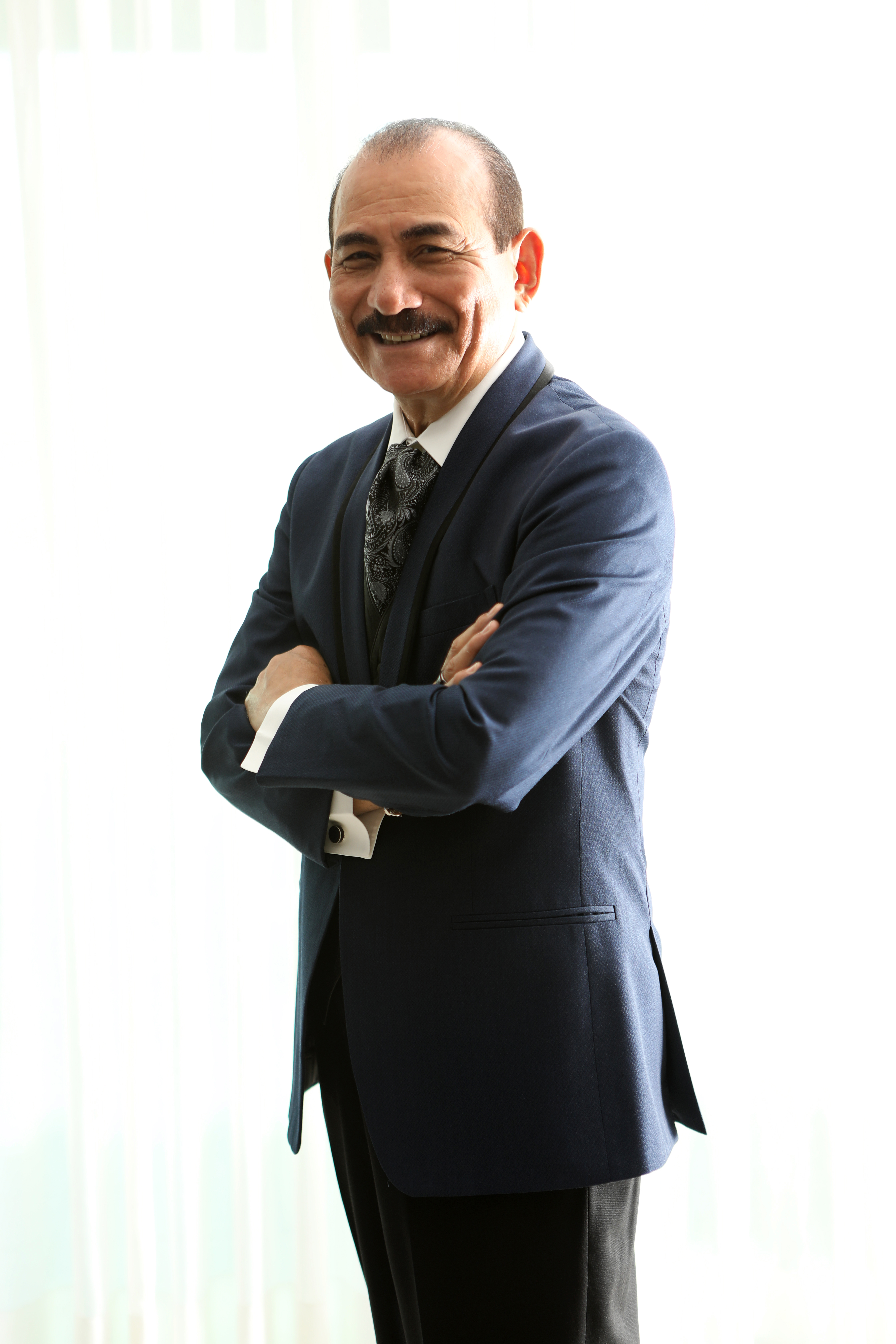
Charlie Aponte 2/Febrero/1951 Caguas, PR

Con buenas referencias, el 23 de junio de 1973 ingresó a la denominada "Universidad de la Salsa", en reemplazo de "Pellín" Rodríguez. 
La decisión de dejar esta agrupación tomó de sorpresa a la industria discográfica, pero el público no ha tardado en asimilar lo mejor de este artista que está acostumbrado a reinventarse y a entregar música de calidad. 
Debutando en grande como solista en su primer concierto en el Coliseo de Puerto Rico, el 6 de junio de 2015, con el espectáculo denominado “Charlie Aponte y sus amigos”. Una noche mágica, entre bailarines, invitados y éxitos, puso al público a bailar y cantar sus canciones. 
Acostumbrado a dejar el alma en cada una de sus interpretaciones, asegura que continúa con sus proyectos para que sus seguidores le escuchen, bailen y sigan apreciando su música.

## Discografía

### Álbumes de estudio
- 2015 - Una nueva historia
- 2017 - Pa' Mi Gente

### Sencillos
| Sencillos           | Año  | Label          |
| ------------------- | ---- | -------------- |
| Una Nueva Historia  | 2015 | Top Stop Music |
| Pa mi gente         | 2017 | CA RECORD INC. |
| El Ultimo Romantico | 2022 | CA RECORD INC. |